# Cape Blanco
Cape Blanco, est un cheval de course pur-sang anglais, cheval de l'année sur gazon aux États-Unis en 2011.

## Carrière de course
La carrière de Cape Blanco commence sous les meilleurs auspices : trois victoires en autant de sorties, et un statut de classic prospect pour Coolmore. De retour à 3 ans, sa victoire dans les Dante Stakes face à un certain Workforce le confirme, mais plutôt que s'aligner dans le Derby, qui sera l'apanage du sus-nommé, Aidan O'Brien, son entraîneur, le dirige vers les 2 100 mètres du Prix du Jockey Club à Chantilly. Désillusion, et première défaite : favori de l'épreuve, il termine dans l'anonymat du peloton. Mais il se reprend trois semaines plus tard en s'adjugeant l'Irish Derby. Dans les King George & Queen Elizabeth Stakes, il ne peut qu'assister, de loin, à la fabuleuse démonstration de Harbinger, mais s'offre un nouveau succès de prestige dans les Irish Champion Stakes où il pulvérise une opposition emmenée par Rip Van Winkle, récent vainqueur des International Stakes, et Twice Over, lauréat le mois suivant des Champion Stakes. Après ce succès, qui lui vaudra en fin de saison un rating FIAH de 126 et une huitième place au bilan mondial, Cape Blanco reprend la route de la France pour disputer le Prix de l'Arc de Triomphe, mais à nouveau il s'y montre incapable de figurer, terminant à distance de Workforce. 
À 4 ans, Cape Blanco rentre à Dubaï, dans la Dubaï World Cup. Pour sa première – et dernière – sortie sur le dirt, il se comporte très bien en finissant quatrième, non loin du vainqueur japonais Victoire Pisa. Mais avec son nouveau partenaire Jamie Spencer, le cheval semble avoir perdu de son mordant : il déçoit dans le Prix Ganay et les Queen Anne Stakes. Aidan O'Brien décide alors de lui faire respirer un autre air, et l'envoie aux États-Unis durant l'été. Changement d'herbage réjouit les veaux : Cape Blanco retrouve la grande forme, s'offre à deux reprises le scalp du meilleur cheval américain sur le gazon, Gio Ponti, qu'il prive d'un triplé historique dans les Man O'War Stakes, et enchaîne trois victoires de groupe 1 : les Man O'War Stakes, donc, puis l'Arlington Million et les Joe Hirsch Turf Classic Stakes, matant tout ce qui se fait de mieux sur le turf américain. La Breeders' Cup Turf était son grand objectif de fin de saison, mais une blessure contractée dans sa dernière course, où il est parvenu à conserver la victoire de justesse, le condamne à mettre un terme à sa carrière, avec en poche un titre de cheval de l'année sur le gazon aux États-Unis.    

### Résumé de carrière
| Date        | Hippodrome     | Pays        | Course                               | Statut      | Distance    | Jockey               | Place       | Écart       | Vainqueur ou deuxième |
| 2009, 2 ans | 2009, 2 ans    | 2009, 2 ans | 2009, 2 ans                          | 2009, 2 ans | 2009, 2 ans | 2009, 2 ans          | 2009, 2 ans | 2009, 2 ans | 2009, 2 ans           |
| ----------- | -------------- | ----------- | ------------------------------------ | ----------- | ----------- | -------------------- | ----------- | ----------- | --------------------- |
| 10 juin     | Fairyhouse     | Irlande     | Blanchardstown Stakes                |             | 1 400 m     | Seamus Heffernan     | 1er / 5     | encolure    | Baglioni              |
| 23 juillet  | Leopardstown   | Irlande     | Tyros Stakes                         | Gr. 3       | 1 400 m     | Johnny Murtagh       | 1er / 5     | 3 ½         | Marfach               |
| 22 août     | Fairyhouse     | Irlande     | Futurity Stakes                      | Gr. 2       | 1 400 m     | Johnny Murtagh       | 1er / 7     | 1 ¼         | Mister Tee            |
| 2010, 3 ans |                |             |                                      |             |             |                      |             |             |                       |
| 13 mai      | York           | Royaume-Uni | Dante Stakes                         | Gr. 2       | 1 200 m     | Johnny Murtagh       | 1er / 5     | 3 ¼         | Workforce             |
| 6 juin      | Chantilly      | France      | Prix du Jockey Club                  | Gr. 1       | 2 100 m     | Johnny Murtagh       | 10e / 22    | 8 ¾         | Lope de Vega          |
| 27 juin     | Curragh        | Irlande     | Irish Derby                          | Gr. 1       | 2 400 m     | Johnny Murtagh       | 1er / 10    | 1/2         | Midas Touch           |
| 24 juillet  | Ascot          | Royaume-Uni | King George & Queen Elizabeth Stakes | Gr. 1       | 2 400 m     | Colm O'Donoghue      | 2e / 6      | 11          | Harbinger             |
| 4 septembre | Leopardstown   | Irlande     | Irish Champion Stakes                | Gr. 1       | 2 000 m     | Seamus Heffernan     | 1er / 6     | 5 ½         | Rip Van Winkle        |
| 3 octobre   | Longchamp      | France      | Prix de l'Arc de Triomphe            | Gr. 1       | 2 400 m     | Christophe Soumillon | 13e / 20    | 20          | Workforce             |
| 2011, 4 ans |                |             |                                      |             |             |                      |             |             |                       |
| 26 mars     | Meydan         | Dubaï       | Dubaï World Cup                      | Gr. 1       | 2 000 m     | Jamie Spencer        | 4e / 14     | 1           | Victoire Pisa         |
| 30 avril    | Longchamp      | France      | Prix Ganay                           | Gr. 1       | 2 100 m     | Jamie Spencer        | 4e / 7      | 2 ½         | Planteur              |
| 14 juin     | Ascot          | Royaume-Uni | Queen Anne Stakes                    | Gr. 1       | 1 600 m     | Jamie Spencer        | 6e / 7      | 16          | Canford Cliffs        |
| 9 juillet   | Belmont Park   | États-Unis  | Man O'War Stakes                     | Gr. 1       | 2 200 m     | Jamie Spencer        | 1er / 6     | 2 ¼         | Gio Ponti             |
| 13 août     | Arlington Park | États-Unis  | Arlington Million                    | Gr. 1       | 2 000 m     | Jamie Spencer        | 1er / 10    | 2 ½         | Gio Ponti             |
| 1er octobre | Belmont Park   | États-Unis  | Joe Hirsch Turf Classic Stakes       | Gr. 1       | 2 400 m     | Jamie Spencer        | 1er / 5     | nez         | Dean's Kitten         |

## Au haras
Resté aux États-Unis à l'issue de sa carrière, Cape Blanco devient étalon à Ashford Stud, le haras américain de Coolmore, à $ 17 500, puis rejoint le Japon en 2015, en alternance avec la Nouvelle-Zélande. Il a obtenu des résultats modestes dans ses nouvelles fonctions.

## Origines
Cape Blanco compte parmi les multiples champions engendrés par l'illustre Galileo, le meilleur étalon du monde. 
La mère, Laurel Delight, d'un niveau modeste, a remporté quatre courses en 25 apparitions. Au haras, elle a donné l'Américain Mr. O'Brien, lauréat des Dixies Stakes (Gr.2), et deuxième au niveau groupe 1 dans le United Nations Handicap et le Manhattan Handicap. Elle est la sœur du sprinter Paris House (par Petong), vainqueur des Flying Childers Stakes (Gr.2), des Temple Stakes (Gr.2) et des Palace House Stakes (Gr.3). 

### Pedigree
| Origines de Cape Blanco (IRE), mâle bai né en 2007 | Origines de Cape Blanco (IRE), mâle bai né en 2007 | Origines de Cape Blanco (IRE), mâle bai né en 2007 | Origines de Cape Blanco (IRE), mâle bai né en 2007 |
| -------------------------------------------------- | -------------------------------------------------- | -------------------------------------------------- | -------------------------------------------------- |
| Père Galileo b. 1998                               | Sadler's Wells b. 1981                             | Northern Dancer b. 1961                            | Nearctic                                           |
| Père Galileo b. 1998                               | Sadler's Wells b. 1981                             | Northern Dancer b. 1961                            | Natalama                                           |
| Père Galileo b. 1998                               | Sadler's Wells b. 1981                             | Fairy Bridge b. 1975                               | Bold Reason                                        |
| Père Galileo b. 1998                               | Sadler's Wells b. 1981                             | Fairy Bridge b. 1975                               | Special                                            |
| Père Galileo b. 1998                               | Urban Sea ch. 1989                                 | Miswaki ch. 1978                                   | Mr. Prospector                                     |
| Père Galileo b. 1998                               | Urban Sea ch. 1989                                 | Miswaki ch. 1978                                   | Hopespringseternal                                 |
| Père Galileo b. 1998                               | Urban Sea ch. 1989                                 | Allegretta ch. 1978                                | Lombard                                            |
| Père Galileo b. 1998                               | Urban Sea ch. 1989                                 | Allegretta ch. 1978                                | Anatevka                                           |
| Mère Laurel Delight 1990                           | Presidium 1982                                     | General Assembly 1976                              | Secretariat                                        |
| Mère Laurel Delight 1990                           | Presidium 1982                                     | General Assembly 1976                              | Exclusive Dancer                                   |
| Mère Laurel Delight 1990                           | Presidium 1982                                     | Razyana b. 1981                                    | Reliance                                           |
| Mère Laurel Delight 1990                           | Presidium 1982                                     | Razyana b. 1981                                    | Soft Angels                                        |
| Mère Laurel Delight 1990                           | Foudroyer 1980                                     | Artaius 1974                                       | Round Table                                        |
| Mère Laurel Delight 1990                           | Foudroyer 1980                                     | Artaius 1974                                       | Stylish Pattern                                    |
| Mère Laurel Delight 1990                           | Foudroyer 1980                                     | Foudre 1975                                        | Petingo                                            |
| Mère Laurel Delight 1990                           | Foudroyer 1980                                     | Foudre 1975                                        | Lighted Lamp (famille 1-s)                         |